# Calauan
Calauan es un municipio filipino de segunda clase, perteneciente a la provincia de La Laguna, en la región de Calabarzon.

## Toponimia
El lugar puede aparecer referido como «Calauan» y «Calauang».

## Historia
Hacia mediados del siglo XIX, el lugar, ya por entonces perteneciente a la provincia de La Laguna, tenía contabilizada una población de 1330 habitantes, repartidos en 222 casas. Aparece descrito en el primer volumen del Diccionario geográfico, estadístico, histórico de las Islas Filipinas (1850) de Manuel Buzeta Núñez y Felipe Bravo con las siguientes palabras:

CALAUAN ó CALAUANG: pueblo con cura y gobernadorcíllo, en la isla de Luzon, prov. de la Laguna, dióc. del arz. de Manila: se halla sit. en los 124° 59'  long., 14° 5' lat., á la falda N. de la cordillera de montes, que forman el límite S. de la prov., bastante defendido de los vientos de N. E. y S. O., y su clima es templado y saludable. Tiene como unas 222 casas, en general de sencilla construccion, distinguiéndose solamente por ser de mejor fábrica, la casa parroquial y la llamada tribunal; hay carcel, y escuela de primeras letras dotada de los fondos de comunidad, á la que asisten todos los niños del pueblo; é igl. parr. de mediana arquitectura, servida por un cura secular. Al lado de la igl. se halla el cementerio en buena situacion y ventilado. Se comunica este pueblo con sus limítrofes por medio de caminos regulares, recibiendo la correspondencia por medio de baligero que pasa á recogerla una vez á la semana de la cap. de la prov. El term. confina por E. con el de Nagcarlan, cuyo pueblo se halla como á 2 leg. de este, y con el de Lilio (á 2 ½ leg.); por S. con el de San Pablo, de la prov. de Batangas; por O. con el de los Baños, (dist. 1 ¾ leg. N. O.); y por N. con el de Bay, (dist. 1 leg.). El terreno es muy bueno, con buenos llanos al N. y hermosos montes al S. En estos se hallan numerosas clases de maderas, palmas, cañas y bejucos, caza de búfalos, javalíes, venados, gallos, tortolas, etc., y miel y cera que depositan las abejas en los sitios que encuentran á propósito. En la parte reducida á cultivo las prod. son, mucho arroz y caña dulce, cacao, café, pimienta, añil, ajonjolí, abacá, algodon, cocos, mangas, muchas otras clases de frutas y legumbres. ind.: existe en la jurisd. de este pueblo una fábrica de azúcar con horno económico, y otra de limpiar, hilar y tejer algodon, de la propiedad de los Sres. Rojas, impulsadas por caballos: pero la ind. mas notable en provecho de los hab. de este pueblo, consiste en el beneficio de los productos naturales, varios tejidos de abacá y algodon, y en la cria de animales domésticos. El comercio se reduce á la esportacion del sobrante de sus artículos naturales é industriales. pobl. 1,330 alm., 397 trib., que ascienden á 3,970 rs. plata, equivalentes á 9,925 rs. vn.
(Buzeta y Bravo, 1850, p. 461)

En 2020, tenía censados 87 693 habitantes.